# Uni Air
Uni Air (chinesisch 立榮航空, Pinyin LìRóng Hángkōng) ist eine taiwanische Fluggesellschaft mit Sitz in Taoyuan und Basis auf dem Flughafen Taipeh-Songshan.

## Geschichte
Uni Air wurde am 1. Juli 1998 als Nachfolgeunternehmen dreier regionaler Fluggesellschaften, der Great China Airlines, der Makung International Airlines und der Taiwan Airlines, gegründet. Sie gehört der Reederei Evergreen Marine und ist somit eine Schwestergesellschaft der EVA Air.

## Flugziele
Uni Air bedient hauptsächlich Ziele auf Taiwan. International werden von Kaohsiung aus Städte in Ostasien angeflogen.

## Flotte

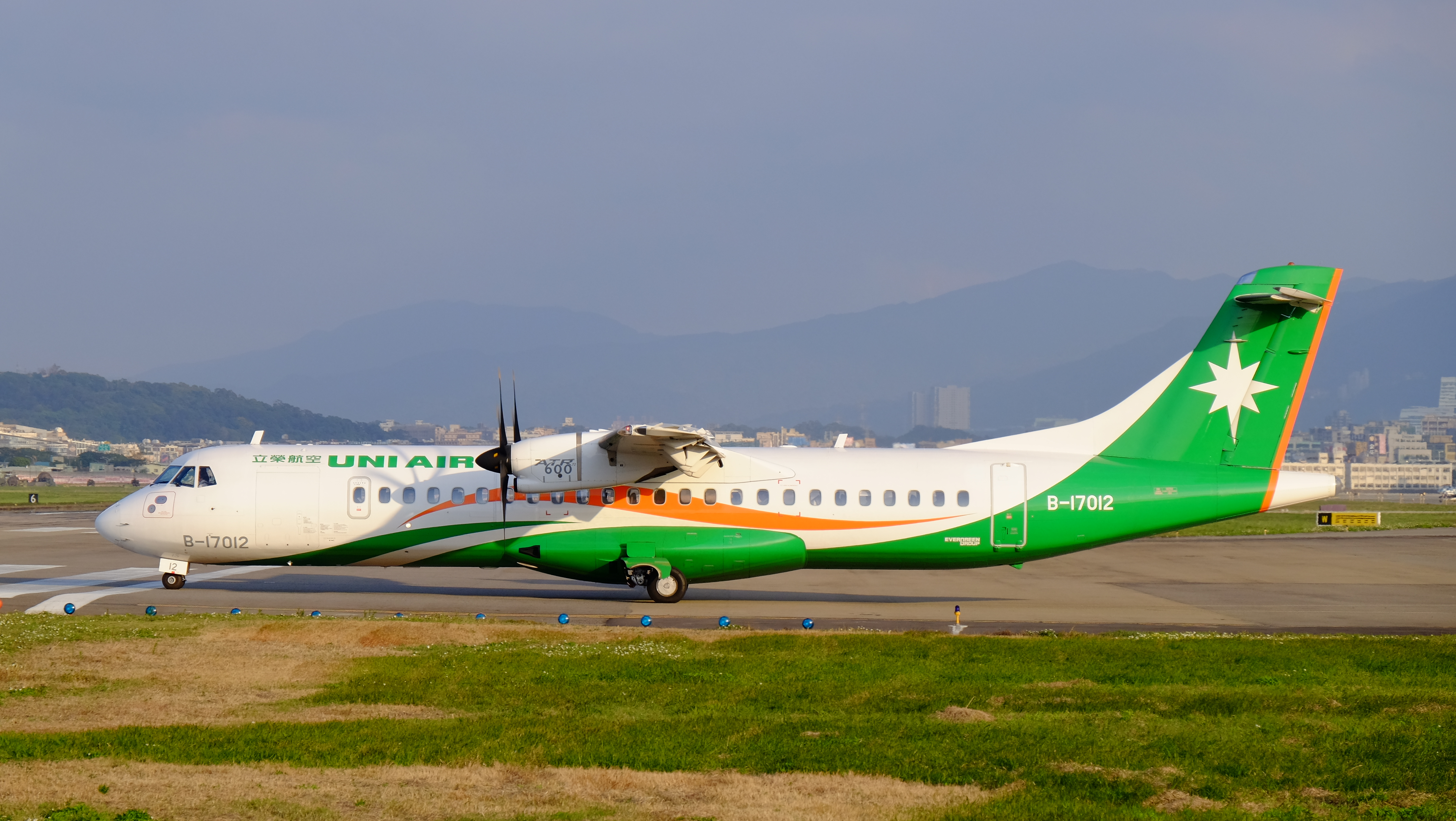
ATR 72-600 der Uni Air

Mit Stand März 2023 besteht die Flotte der Uni Air aus 14 Flugzeugen mit einem Durchschnittsalter von 8,9 Jahren:
| Flugzeugtyp | Anzahl | Bestellt | Anmerkungen  |
| ----------- | ------ | -------- | ------------ |
| ATR 72-600  | 14     |          | zwei inaktiv |

### Ehemalige Flugzeugtypen
- Airbus A321-200

## Zwischenfälle
Die Uni Air verzeichnete bis März 2022 einen Zwischenfall mit Todesopfern, auf das Konto der Vorgängerfluggesellschaft Taiwan Airlines gehen vier tödliche Zwischenfälle, bei denen insgesamt 29 Menschen ums Leben kamen.

### Vorgängerfluggesellschaften
- Am 13. Juni 1981 verunglückte eine Britten-Norman BN-2 Islander der Taiwan Airlines (Luftfahrzeugkennzeichen B-11108) an einem Kliff 12 Kilometer nordwestlich von Hualien während eines Taifuns, wobei beide Insassen das Leben verloren (siehe auch Flugunfall der Taiwan Airlines bei Hualien).[3]
- Am 28. September 1983 verlor der Pilot einer aus Taitung kommenden Britten-Norman BN-2A-26 Islander der Taiwan Airlines (B-11109) im Endanflug auf den Flughafen Lan Yu unter widrigen Wetterbedingungen die Kontrolle über die Maschine, die daraufhin vor der Küste von Lan Yu ins Meer stürzte. Dabei kamen alle zehn Insassen ums Leben (siehe auch Flugunfall der Taiwan Airlines vor Lan Yu 1983).[4]
- Am 19. Januar 1988 wurde eine Pilatus Britten-Norman BN-2A-26 Islander der Taiwan Airlines (B-11125) beim Anflug auf den Flughafen Lü Dao gegen einen Hang geflogen, wobei 10 von 11 Insassen ums Leben kamen (siehe auch Flugunfall der Taiwan Airlines auf Lü Dao).[5]
- Am 10. April 1992 verloren die Piloten einer Britten-Norman BN-2A-26 Islander der Taiwan Airlines (B-11116) nach einem Triebwerksausfall im Anfangssteigflug zum Flug nach Taitung die Kontrolle über ihre Maschine, die kurz darauf nahe der Insel ins Meer stürzte. Dabei kamen sieben der zehn Insassen ums Leben (siehe auch Flugunfall der Taiwan Airlines vor Lan Yu 1992).[6]

### Uni Air
- Am 24. August 1999 explodierte bei der Landung einer McDonnell Douglas MD-90 (Luftfahrzeugkennzeichen B-17912) am Flughafen Hualien eine entzündliche Flüssigkeit in einem Handgepäck-Fach im vorderen rechten Teil der MD-90. Die Passagiere wurden evakuiert und die Feuerwehr brachte den Brand nach 30 Minuten unter Kontrolle. Bei dem Zwischenfall wurde ein Passagier getötet und 28 verletzt. Die MD-90 musste abgeschrieben werden (siehe auch Uni-Air-Flug 873).[7]